# Citara
Citara es una fábrica elaborada con ladrillo perforado colocado a soga. Es el equivalente a un muro de medio pie, es decir, con los ladrillos colocados a lo largo y de un solo ladrillo de anchura.
En construcciones de escasa entidad, ha podido usarse como muro de carga y cerramiento simultáneamente para soportar cargas pequeñas y con unas alturas también pequeñas, si bien debido a la imposición de normativas que regulan condiciones mínimas de capacidad portante y aislamientos, en la actualidad se usa casi en exclusiva como partición, separando espacios que el tabicón no basta para cumplir niveles de aislamiento acústico.
También pueden ejecutarse con ladrillos huecos, usualmente en este caso dobles o triples, colocados por tabla (la superficie mayor apoyada)
- Datos: Q16549306